# مطار كاناك
مطار كاناك (بالجرينلاندية: Mittarfik Qaanaaq)(إياتا: NAQ، إيكاو: BGQQ) هو مطار مدني يقع على بعد 3.5 كيلومتر شمال غرب كاناك الواقعة شمال جرينلاند.